# Engraulicypris
Engraulicypris is een geslacht van straalvinnige vissen uit de familie van eigenlijke karpers (Cyprinidae).

## Soort
- Engraulicypris sardella (Günther, 1868)